# Spinout
Spinout er en amerikansk film fra 1966. Filmen, hvis hovedrolle blev spillet af Elvis Presley, blev produceret af Joe Pasternak på MGM og med Norman Taurog som instruktør. I Europa blev filmen markedsført under titlen California Holiday.
Filmen blev indspillet fra sidst i februar til 6. april 1966 og havde premiere i Memphis, Tennessee den 17. oktober 1966. Den havde dansk premiere den 26. december 1966, samme dag som Paradise, Hawaiian Style. 
Spinout var den 22. i rækken af film med Elvis Presley og blev filmet 'on location' i Californien samt i Hollywood. Filmen, hvis manuskript blev skrevet af Theodore J. Flicker og George Kirgo, handler om en talentfuld sanger og racerkører, som især er glad for tre ting i sit liv: Sin racerbil, skønne kvinder og sin single-tilværelse. Da tre bedårende piger samtidig kæmper om hans gunst ser han ikke anden udvej, end at få dem alle tre gift – med andre. Han forbliver glad ... og single.
Den danske titel på Spinout var Med foden på speederen samt, ligesom i resten af Europa, California Holiday.

## Rollefordeling
De væsentligste roller i Spinout - eller California Holiday - var fordelt således:
- Elvis Presley - Mike McCoy
- Shelley Fabares - Cynthia Foxhugh
- Diane McBain - Diana St. Clair
- Deborah Walley - Les
- Will Hutchins - Tracy

## Musik
En LP-plade med samme titel som filmen blev udsendt samtidig med filmens premiere. De første ni sange på pladen blev indspillet i midten af februar 1966 hos Radio Recorders i Hollywood, Californien, mens de sidste tre numre blev indspillet i maj/juni hos RCA i Nashville, Tennessee. Disse tre sange blev alle betegnet som 'bonussange' på LP'en, eftersom de ikke havde med filmen at gøre.
I Europa (og dermed også Danmark) blev soundtracket døbt California Holiday, ligesom filmen blev, men er i dag bedst kendt som Spinout.
De 12 sange på LP'en var:

### Side 1
- "Stop Look And Listen" (Joy Byers)

indspillet 16. februar 1966
- "Adam And Evil" (Fred Wise, Randy Starr)

indspillet 17. februar 1966
- "All That I Am" (Roy C. Bennett, Sid Tepper)

indspillet 17. februar 1966
- "Never Say Yes" (Doc Pomus, Mort Shuman)

indspillet 17. februar 1966
- "Am I Ready" (Roy C. Bennett, Sid Tepper)

indspillet 16. februar 1966
- "Beach Shack" (Bernie Baum, Bill Giant, Florence Kaye)

indspillet 16. februar 1966

### Side 2
- "Spinout" (Ben Weisman, Dolores Fuller, Sid Wayne)

indspillet 17. februar 1966
- "Smorgasbord" (Roy C. Bennett, Sid Tepper)

indspillet 16. februar 1966
- "I'll Be Back" (Ben Weisman, Sid Wayne)

indspillet 17. februar 1966
- "Tomorrow Is A Long Time" (Bob Dylan) – 'bonussang'

indspillet 25. maj 1966
- "Down In The Alley" (Jesse Stone) – 'bonussang'

indspillet 25. maj 1966
- "I'll Remember You" (Kuiokalani Lee) – 'bonussang'

indspillet 10. juni 1966

## Andet
- Elvis' kvindelige modspiller i filmen var Shelley Fabares[1]. Hun er den eneste, der spillede Elvis' store kærlighed igennem tre forskellige film, nemlig, udover denne, Girl Happy fra 1965 og Clambake fra 1967.
- USA's Præsident Lyndon B. Johnson besøger Elvis under optagelserne til filmen[2].